# Amaranthus palmeri
Amaranthus palmeri S.Wats. es una especie botánica perteneciente a la familia Amaranthaceae.

## Descripción
Es una planta glabra o casi. Con tallos erectos, ramificados, por lo general (0,3) 0,5-1,5 (-3) m; las ramas a menudo ascendente. Las hojas con largo peciolo, obovada o rómbico-obovado próximas a elípticas, a veces lanceoladas distales de 1.5-7 × 1-3.5 cm, base en gan medida cuneada,  ápice agudo, por lo general con terminal mucronado. Las inflorescencias terminales, espigas lineales en panículas, generalmente colgante, de vez en cuando levantadas, sobre todo cuando son jóvenes, flores, de 4 mm. Semillas de color marrón rojizo oscuro a marrón, de 1-1.2 mm de diámetro.

## Distribución y hábitat
Es nativa del sur de Norteamérica. Poblaciones del este de Estados Unidos es posible que estén naturalizadas. También se han introducido en Europa, Australia, Sudamérica, y otras áreas.
Amaranthus palmeri es una maleza de rápido crecimiento que se ha señalado como una amenaza a la producción de soja, en Argentina y de algodón en el sur de EE. UU. porque en muchos lugares, la planta ha desarrollado resistencia al ampliamente utilizado herbicida glifosato.

## Usos
Las hojas, tallos y semillas de Amaranthus palmeri, al igual que los de otros amarantos, son comestibles y muy nutritivas. Amaranthus palmeri fue ampliamente cultivado y comido por los nativos de América del Norte, tanto por sus abundantes semillas y como una verdura cocida o seca. Otras especies relacionadas de Amaranthus han sido cultivadas como cultivos de sus hojas y semillas durante miles de años en México, América del Sur, el Caribe, África, India y China.
La planta puede ser tóxica para los animales de ganado debido a la presencia de nitratos en las hojas. Amaranthus palmeri tiene una tendencia a absorber el exceso de nitrógeno del suelo , y si se cultiva en suelos excesivamente fertilizados, puede contener niveles excesivos de nitratos, incluso para los seres humanos. Como la espinaca y muchas otras verduras de hoja verde, las hojas de amaranto también contienen ácido oxálico, que pueden ser perjudiciales para las personas con problemas renales si se consume en exceso, similar a los efectos de la ingestión por error de etilenglicol.
Debido a su toxicidad para el ganado, y la escasa familiaridad de los Estados Unidos con los usos del amaranto como alimento, el Amaranthus palmeri rara vez se consume hoy en día, a pesar de su ubicuidad y la resistencia a la sequía . A diferencia de los amarantos de grano y hojas de otras regiones, no se ha cultivado o mejorado aún más por el reciente mejoramiento agrícola. Como resultado, la importancia económica de amaranto para los agricultores estadounidenses  ha sido como una mala hierba nociva y un competidor de cultivos más comerciales, más que como un cultivo en sí mismo.

## Taxonomía
Amaranthus palmeri fue descrito por Sereno Watson  y publicado en Proceedings of the American Academy of Arts and Sciences 12: 274. 1877.
Etimología
Amaranthus: nombre genérico que procede del griego amaranthos, que significa "flor que no se marchita".
palmeri: epíteto
Sinonimia
- Amaranthus palmeri var. glomeratus Uline & W.L.Bray[10]